# Niezapominajka polna
Niezapominajka polna (Myosotis arvensis (L.) Hill) – gatunek rośliny należący do rodziny ogórecznikowatych. Znana też jako niezapominajka pośrednia.

## Zasięg występowania
Gatunek pochodzenia śródziemnomorsko-irano-turańskiego. W Europie Środkowej pojawił się już w epoce brązu. Szeroko rozprzestrzenił się po całym świecie. Obecnie poza Australią i Antarktydą występuje na wszystkich kontynentach i na licznych wyspach. W Ameryce Północnej i Europie szeroko rozprzestrzeniony, na północy sięga po Grenlandię i archipelag Svalbard. W Polsce pospolity na całym niżu i w niższych położeniach gór. We florze Polski ma status archeofita.

## Morfologia
ŁodygaO wysokości 15–40 cm, pojedyncza lub rozgałęziona w dolnej części, wzniesiona lub pokładająca się, kanciasta, odstająco, szorstko owłosiona.
LiścieOdziomkowe na ogonkach, zebrane w rozetę, owalne. Zamierają podczas kwitnienia rośliny. Liście łodygowe siedzące, równowąskolancetowate.
LiścienieWyrastające na krótkich ogonkach, szerokojajowate, o lekko spłaszczonym i wciętym wierzchołku. Wyraźnie owłosione.
KwiatyZebrane w gęsty, krótki i bezlistny sierpik o przylegająco owłosionej głównej osi i szypułkach kwiatów. Kielich o długości do 1,5 mm zbudowany z lancetowatych, haczykowato owłosionych działek. Korona początkowo różowa, potem niebieska. Ma krótką rurkę i 5 płatków o średnicy 2–4 mm. Wewnątrz korony znajdują się osklepki.
OwoceBrunatne lub czarne, błyszczące, jajowate z ostrymi brzegami 3-graniaste rozłupki. Wyrastają na szypułce około 2–3 razy dłuższej od kielicha.
Gatunki podobneNiezapominajka polna od innych gatunków niezapominajek odróżnia się mniejszymi kwiatami, pędami rozgałęziającymi się przy samej ziemi oraz szorstkimi i odstającymi włoskami. Ponadto wytwarza kwiaty nawet na najniżej położonych pędach bocznych, co wśród niezapominajek jest rzadkością. Najbardziej podobne gatunki niezapominajek to niezapominajka piaskowa (Myosotis stricta) i niezapominajka pagórkowa (Myosotis ramosissima). Mają krótsze szypułki.

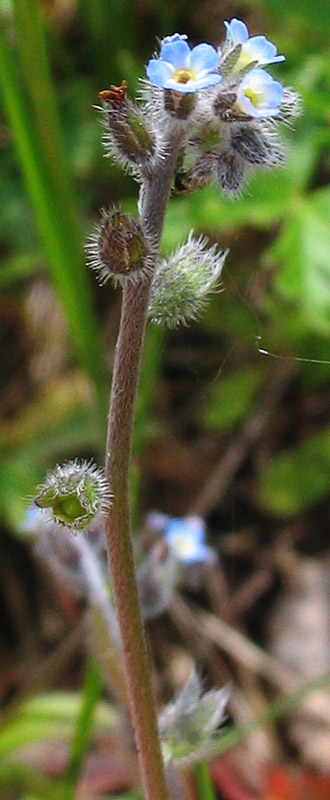
Kwiatostan
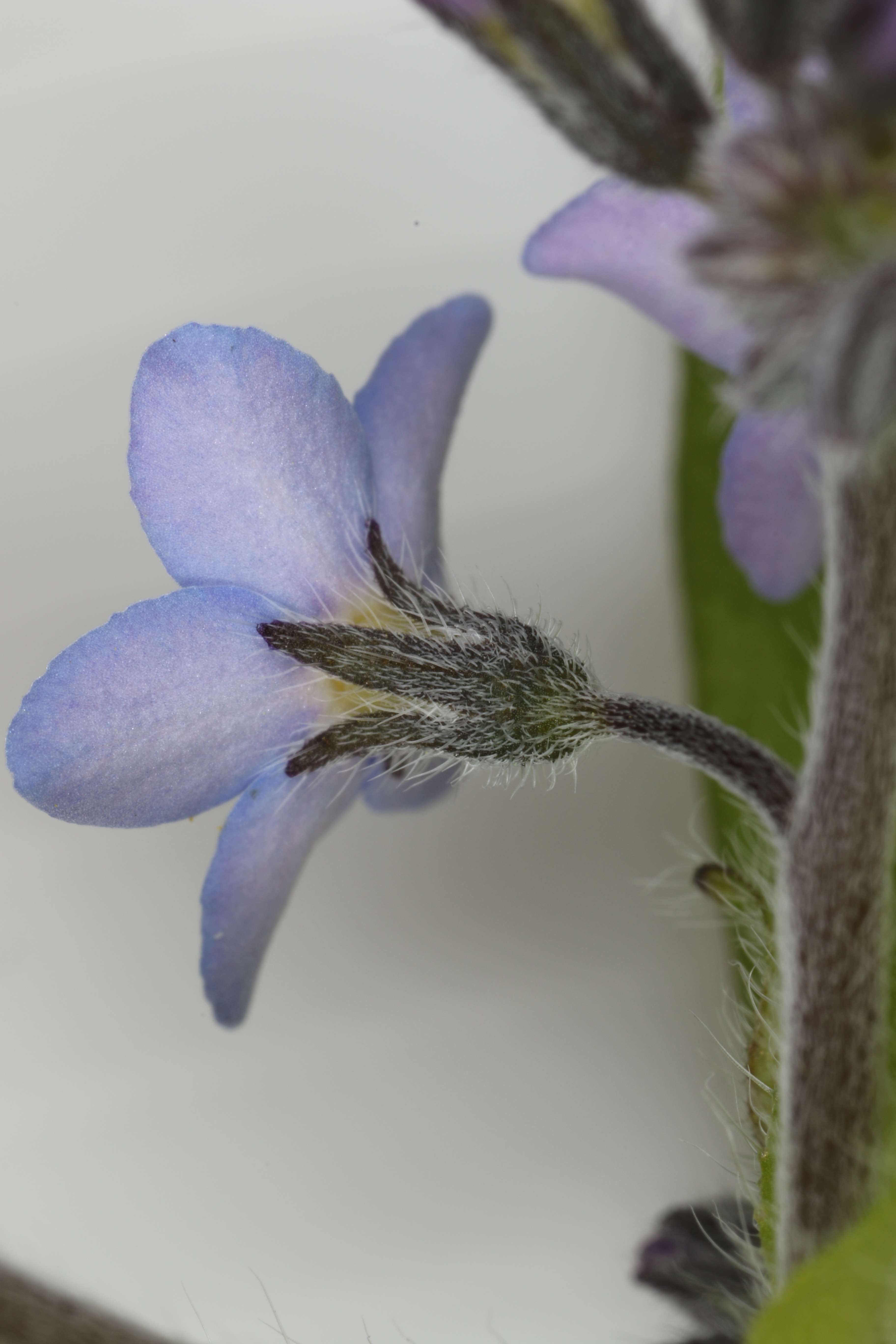
Kwiat
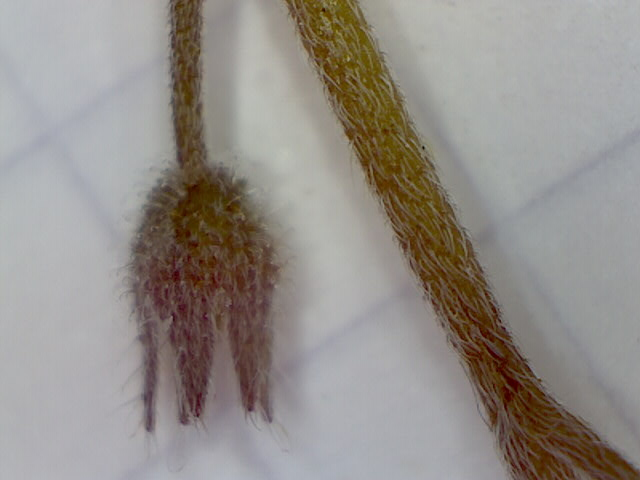
Owoc
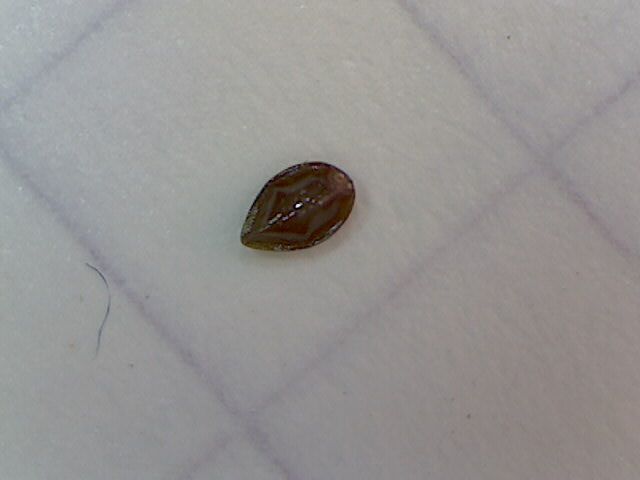
Nasiono
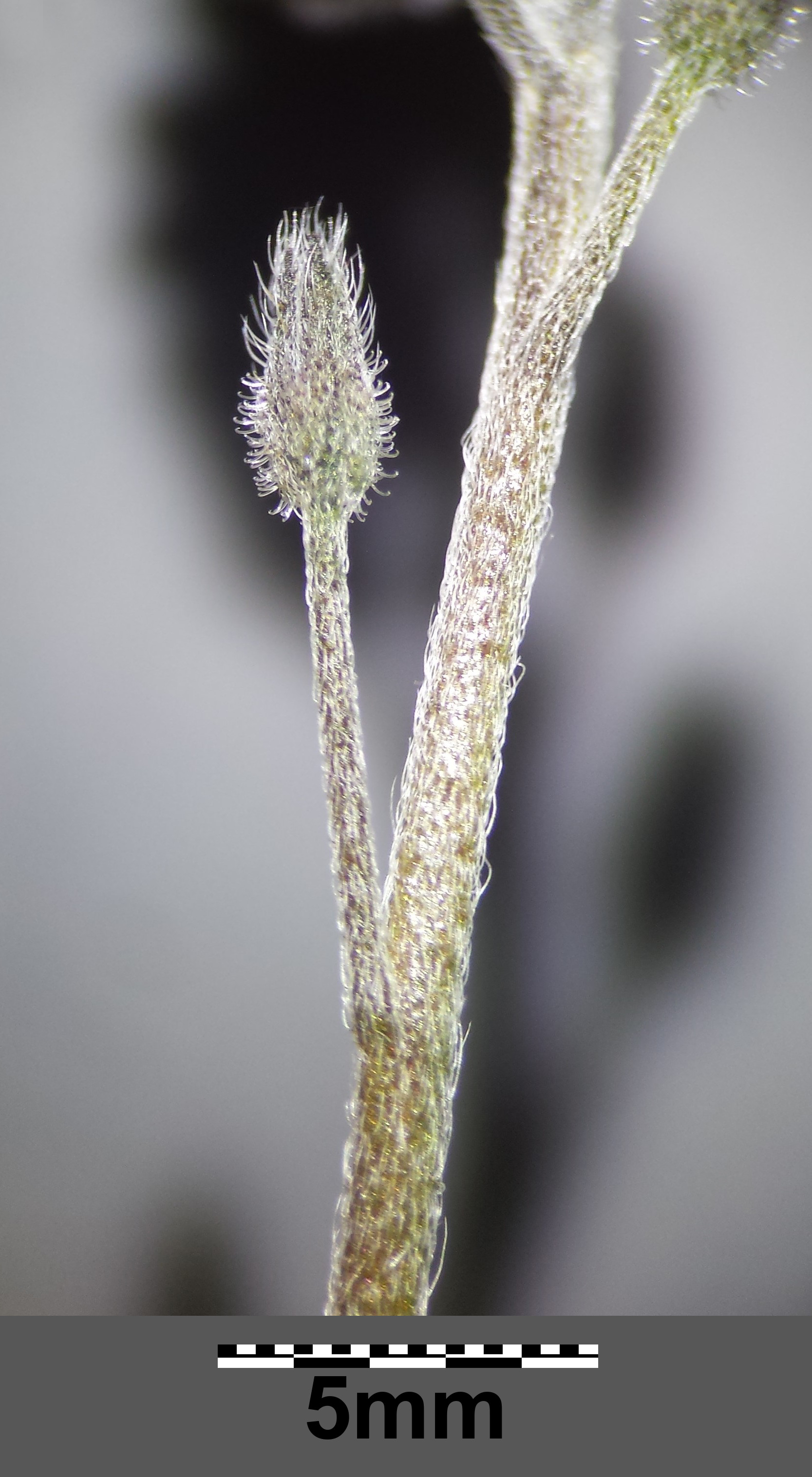
Łodyga

## Biologia i ekologia
RozwójRoślina jednoroczna, w sprzyjających warunkach także bylina, hemikryptofit. Kwitnie od kwietnia do października, zapylana jest przez owady (głównie pszczoły, muchówki i motyle), Nasiona rozsiewane są głównie przez wiatr (anemochoria), czasami jednak także przez zwierzęta – szorstkie nasiona mogą przyczepiać się do ich sierści (ektozoochoria). Jedna roślina wytwarza około 500 do 1000 nasion, które zachowują zdolność kiełkowania przez 2 lata. Optymalna temperatura kiełkowanie wynosi 12-20 °C.
SiedliskoSiedliska ruderalne i segetalne; nieużytki, ugory, tereny kolejowe, ścierniska, zręby i pola uprawne. Rośnie zarówno na lekkich, jak i ciężkich glebach. Jest chwastem szczególnie w uprawach zbóż ozimych, rzepaku, buraków i kukurydzy. W klasyfikacji zbiorowisk roślinnych gatunek charakterystyczny dla Cl. Stellarietea mediae.
GenetykaLiczba chromosomów 2n =52, (36,48, 54, 66). Tworzy mieszańce z niezapominajką leśną, n. pagórkową i n. piaskową.
Korelacje międzygatunkoweNa niezapominajce polnej pasożytują niektóre gatunki grzybów: Golovinomyces cynoglossi wywołujący mączniaka prawdziwego, Entyloma fergussonii, Ramularia cerinthes emend grzybopodobny lęgniowiec Peronospora myosotidis wywołujący mączniaka rzekomego i żeruje pluskwiak Sehirus luctuosus.

## Szkodliwość i zwalczanie
Jest w uprawach dość częstym chwastem, ale zazwyczaj o małej szkodliwości. Na zaniedbanych uprawach może jednak silnie się rozmnożyć i stać się uciążliwa. Zapobiega się temu poprzez prawidłowe zabiegi agrotechniczne. Wiosenne bronowanie i jesienna podorywka łatwo usuwa siewki niezapominajki. Większe rośliny w uprawach można wyrwać ręcznie. Należy usuwać chwasty z nieużytków i terenów przylegających do pół uprawnych. Ważne jest, by materiał siewny pozbawiony był nasion chwastów, a kompost i obornik używane do nawożenia pól dobrze przefermentowane. W uprawach na niewielkich powierzchniach można ograniczyć ilość chwastów ściółkowaniem.
Jeśli jednak pojawi się w dużej ilości, należy ją zwalczać chemicznie. Jest wrażliwa na większość znajdujących się w herbicydach substancji czynnych. Zarejestrowano liczne preparaty przeznaczone do zwalczania maruny. Zwalczają one także liczne gatunki innych chwastów. Preparaty te zawsze należy stosować zgodnie z zaleceniami zawartymi na etykiecie preparatu i w odpowiedniej fazie rozwojowej, zarówno rośliny użytkowej jak i chwastu.